# استان بولی
استان بولی (به ترکی عثمانی: بولی، به ترکی: Bolu) نام یکی از استان‌های ترکیه است که مرکز آن هم شهری است به نام بولو.
این استان در میان استانبول و آنکارا قرار گرفته و زمین‌های آن بیشتر کوهستانی و جنگلی است و کشاورزی کمی دارد.
تا پیش از بازشدن تونل بولی، کوهستان بولی به عنوان بزرگ‌ترین پدیدهٔ جغرافیایی در جاده استانبول به آنکارا به‌شمار می‌آمد.
آشپزی محلی بولی معروفیت دارد و هرساله مسابقهٔ آشپزی در ناحیهٔ مِنگِن این استان برگزار می‌شود. همچنین دریاچهٔ آبانت از نقاط دیدنی این استان است.
بخشی از قشقاییان استان فارس از این ایالت آمده‌اند.

## نگارخانه

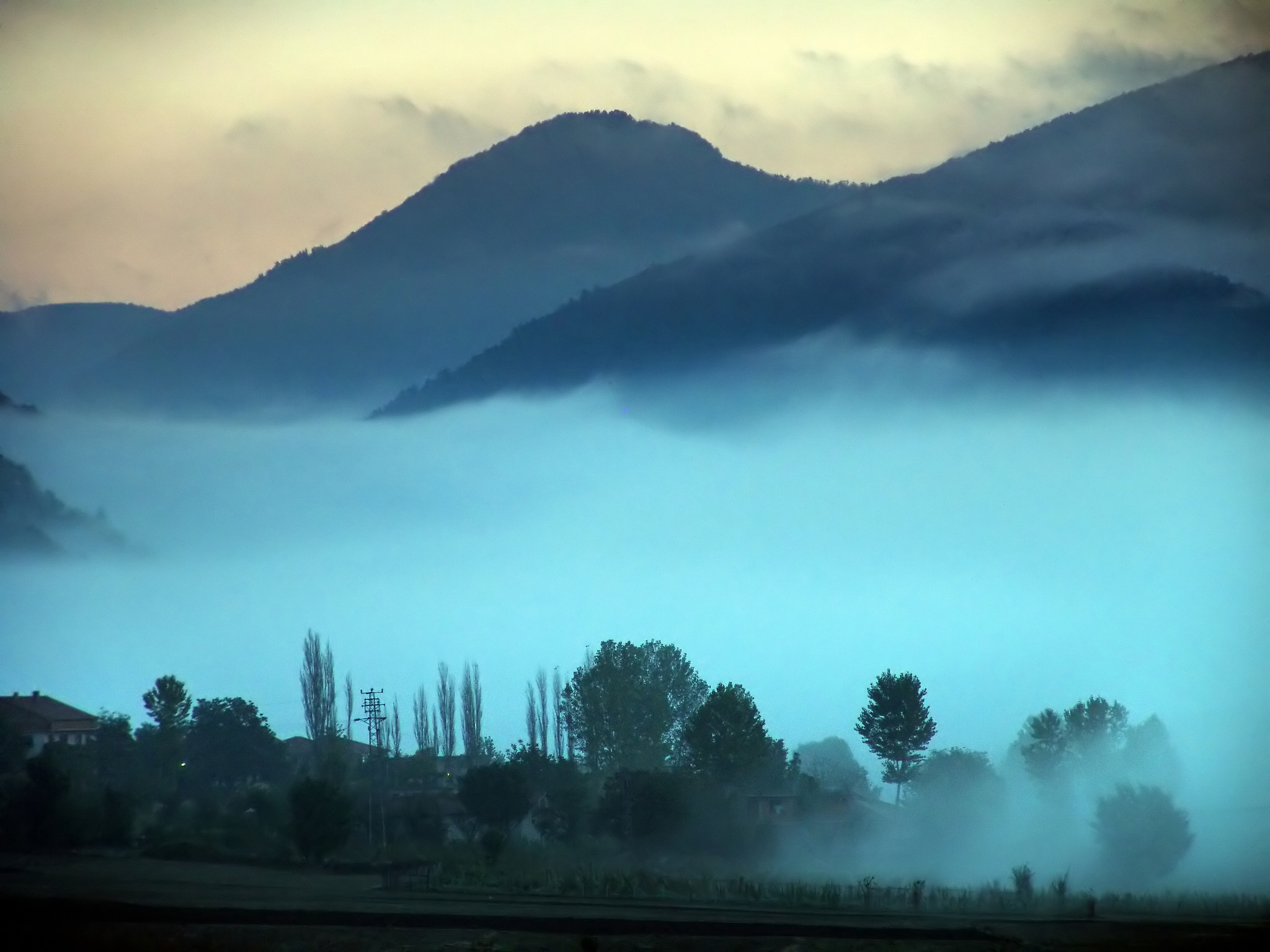
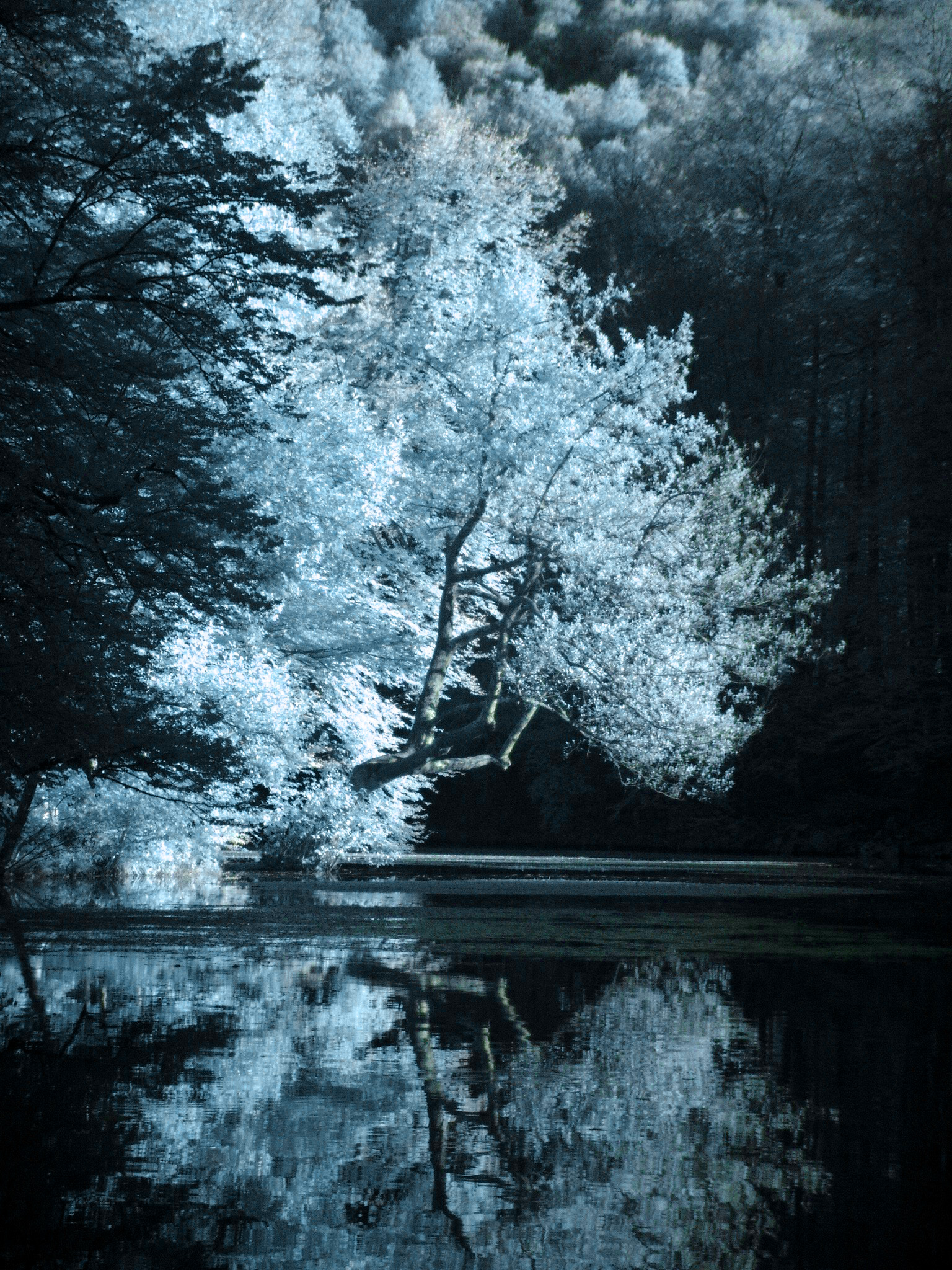
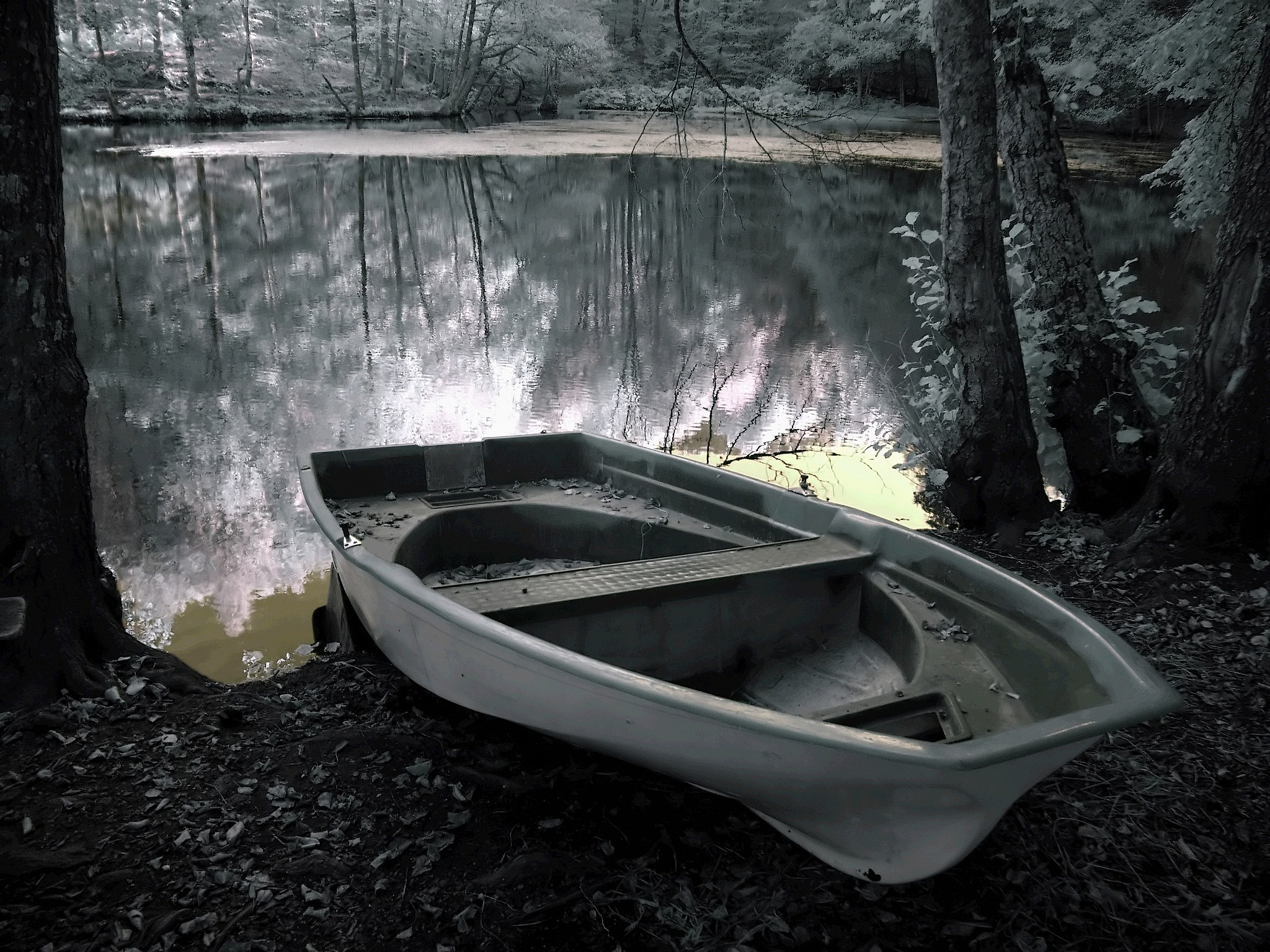

## شهرستان‌ها

استان بولی.

- بولو
- دورت‌دیوان
- گَرَدَه
- گوینوک
- قبرسجیک
- منگن
- مودورنو
- سبن
- ینی‌چاغا